# Acanthorhogas gallardoi
Acanthorhogas gallardoi är en stekelart som beskrevs av Marsh 2002. Acanthorhogas gallardoi ingår i släktet Acanthorhogas och familjen bracksteklar. Inga underarter finns listade i Catalogue of Life.